# União Operária Beneficente
A União Operária Beneficente é uma entidade social em Boa Vista, criada em 5  de  novembro de 1949. Seu objetivo inicial foi servir de espaço para atividades recreativas de operários, especialmente os da construção civil, em Roraima.
O local foi tombado pela Prefeitura de Boa Vista em 2009.

## Atividades
Na fundação, a União Operária Beneficente foi principalmente um espaço de recreação para operários de Boa Vista e arredores, especialmente os da construção civil. Sobre as atividades nesse período foi dito: "Com a construção da sede, a entidade tornou-se um espaço de referência para a comunidade local, muitos foram os bailes de carnaval, festas de casamentos, aniversários, serestas e reuniões realizadas. Na área de formação, foram ofertados cursos de datilografia, pintura em tela, corte e costura, entre outros".
Desde 2010, o espaço da União Operária Beneficente foi cedido à Universidade Federal de Roraima, que o administra para a realização de atividades culturais e sociais, além de ser responsável pela manutenção do edifício e da memória histórica da entidade social que o construiu.

## Sede
A construção da sede da União Operária Beneficente iniciou-se em 1951. Tornou-se uma das principais referências culturais e do patrimônio histórico de Boa Vista. Com estilo eclético e referências à arquitetura colonial, foi tombada pela Prefeitura de Boa Vista, no contexto da Lei nº 1.184/2009.
O local encontra-se na Av. Nossa Senhora do Carmo, no Centro de Boa Vista.